# Fリーグテバオーシャンアリーナカップ2012
Fリーグテバオーシャンアリーナカップ2012 (F.LEAGUE TEVA OCEAN ARENA CUP 2012)は、5回目 のFリーグテバオーシャンアリーナカップである。2012年8月23日から26日に愛知県名古屋市のテバオーシャンアリーナで開催され、名古屋オーシャンズが3年連続3回目の優勝を果たした。カップスポンサーである大洋薬品工業が2012年よりテバ製薬に社名変更したため、今大会より名称がFリーグテバオーシャンアリーナカップに変更された。

## 大会方式
2011年大会同様、Fリーグ所属の10クラブに加え、FUTSAL地域チャンピオンズリーグ優勝クラブ（フウガすみだ）と準優勝クラブ（リンドバロッサ）を合わせた計12クラブによって争われた。前回大会優勝の名古屋オーシャンズと準優勝のシュライカー大阪はシードされて準々決勝からの出場となり、その他にはデウソン神戸とバルドラール浦安も準々決勝からの出場となった。
試合は40分間（前後半20分、プレーイングタイム）で行われ、規定時間終了時点で勝敗が決しない場合はPK戦で勝者を決定した。ただし決勝のみ、規定時間終了時点で勝敗が決しない場合は10分間（前後半5分、プレーイングタイム）の延長戦を行い、それでも勝敗が決しない場合はPK戦で優勝チームを決定した。

## 詳細
地域チャンピオンズリーグ準優勝のリンドバロッサは1回戦でバサジィ大分に敗れたが、同大会優勝のフウガすみだは1回戦でアグレミーナ浜松を破り、2年連続でFリーグのクラブを破っての準々決勝進出となった。大会開幕時点でリーグ戦3位のデウソン神戸は、大会初戦の準々決勝でエスポラーダ北海道に敗れ、バルドラール浦安は同じく初戦の準々決勝で湘南ベルマーレに敗れた。シュライカー大阪は準々決勝で大分を完封し、準決勝でも北海道に1点しか許さずに決勝に進出した。すみだは準々決勝で名古屋オーシャンズに健闘したが、名古屋はすみだに続いて湘南を破って決勝に進出した。北海道と湘南が対戦した3位決定戦は6-5で北海道が勝利し、5年連続で同一カードとなった決勝は5-1で名古屋が大阪を下した。名古屋は3年連続3回目の優勝となった。

## 出場チーム
| Fリーグ加盟チーム                | Fリーグ加盟チーム      | Fリーグ加盟チーム    | Fリーグ加盟チーム |
| -------------------------------- | ---------------------- | -------------------- | ----------------- |
| エスポラーダ北海道               | バルドラール浦安       | 府中アスレティックFC | ペスカドーラ町田  |
| 湘南ベルマーレ                   | アグレミーナ浜松       | 名古屋オーシャンズ   | シュライカー大阪  |
| デウソン神戸                     | バサジィ大分           |                      |                   |
| FUTSAL地域チャンピオンズリーグ枠 |                        |                      |                   |
| フウガすみだ(優勝)               | リンドバロッサ(準優勝) |                      |                   |

## 大会日程
| ラウンド  | 開催日              | 場所                   |
| --------- | ------------------- | ---------------------- |
| 1回戦     | 2012年8月23日（木） | テバオーシャンアリーナ |
| 準々決勝  | 2012年8月24日（金） | テバオーシャンアリーナ |
| 準決勝    | 2012年8月25日（土） | テバオーシャンアリーナ |
| 3位決定戦 | 2012年8月26日（日） | テバオーシャンアリーナ |
| 決勝      | 2012年8月26日（日） | テバオーシャンアリーナ |

## 試合結果

### 1回戦
| 2012年8月23日 10:30 |

| バサジィ大分 | 3-2      | リンドバロッサ |
|              | 公式記録 |                |

| テバオーシャンアリーナ |

| 2012年8月23日 13:00 |

| ペスカドーラ町田 | 5-5 （PK 4-5） | エスポラーダ北海道 |
|                  | 公式記録       |                    |

| テバオーシャンアリーナ |

| 2012年8月23日 15:30 |

| 府中アスレティックFC | 3-5      | 湘南ベルマーレ |
|                      | 公式記録 |                |

| テバオーシャンアリーナ |

| 2012年8月23日 18:00 |

| アグレミーナ浜松 | 1-2      | フウガすみだ |
|                  | 公式記録 |              |

| テバオーシャンアリーナ |

### 準々決勝
| 2012年8月24日 10:30 |

| シュライカー大阪 | 2-0      | バサジィ大分 |
|                  | 公式記録 |              |

| テバオーシャンアリーナ |

| 2012年8月24日 13:00 |

| デウソン神戸 | 3-6      | エスポラーダ北海道 |
|              | 公式記録 |                    |

| テバオーシャンアリーナ |

| 2012年8月24日 15:30 |

| 湘南ベルマーレ | 8-6      | バルドラール浦安 |
|                | 公式記録 |                  |

| テバオーシャンアリーナ |

| 2012年8月24日 18:00 |

| フウガすみだ | 2-4      | 名古屋オーシャンズ |
|              | 公式記録 |                    |

| テバオーシャンアリーナ |

### 準決勝
| 2012年8月25日 15:00 |

| シュライカー大阪                                                                  | 5-1      | エスポラーダ北海道 |
| 一村怜文 11分 · 瀬戸彬仁 20分 · 永井義文 22分 · 松宮充義 39分 · ヴィニシウス 40分 | 公式記録 | 上貝修 20分        |

| テバオーシャンアリーナ 観客数: 1,549人 主審: 山聖也 |

| 2012年8月25日 17:30 |

| 湘南ベルマーレ                       | 4-7      | 名古屋オーシャンズ                                                                                      |
| 藤井健太 5分, 30分 · ボラ 22分, 23分 | 公式記録 | オウンゴール 4分 · 渡邉知晃 9分 · 吉川智貴 11分 · 北原亘 12分 · 森岡薫 18分, 19分 · リカルジーニョ 40分 |

| テバオーシャンアリーナ 観客数: 1,654人 主審: 大黒裕之 |

### 3位決定戦
| 2012年8月26日 13:00 |

| エスポラーダ北海道                                                          | 6-5      | 湘南ベルマーレ                             |
| 水上玄太 19分, 40分 · 鈴木裕太郎 28分, 33分 · 吉田順省 33分 · 室田翔伍 34分 | 公式記録 | ボラ 9分, 11分, 38分 · 鍛代元気 26分, 30分 |

| テバオーシャンアリーナ 観客数: 1,623人 主審: 松井隆 |

### 決勝
| 2012年8月26日 15:30 |

| 名古屋オーシャンズ                                                                            | 5-1      | シュライカー大阪 |
| 森岡薫 27分 · 逸見勝利ラファエル 27分 · 北原亘 34分 · リカルジーニョ 36分 · オウンゴール 40分 | 公式記録 | 江口孝一 19分    |

| テバオーシャンアリーナ 観客数: 1,878人 主審: 宮谷直樹 |

| Fリーグテバオーシャンアリーナカップ2012 優勝 |
| -------------------------------------------- |
| 名古屋オーシャンズ 3年連続3回目              |